# Castell de Barcaldine
Barcaldine Castle és un castell del segle xvii situat a Barcaldine, prop d'Oban, Escòcia. El castell va ser construït per Sir Duncan Campbell, de Glenorchy, entre 1601 i 1609. El castell va sortir de la seva deterioració a la fi del segle xix, quan la Casa de Barcaldine el va convertir en la residència principal de la família. Va ser restaurat entre 1897 i 1911 i ara funciona com un hotel de luxe.

## Fantasma
Es diu que el fantasma de Sir Duncan Campbell passeja per Barcaldine buscant a l'home que el va assassinar.